# Agarasaulay
Agarasaulay, auch Dungally, war ein Volumenmaß und wurde als Getreidemaß genutzt. Das Maß galt in Travancore, einer südwestlichen Provinz von Dekkan. Das war ein Teilgebiet der Präsidentschaft Madras.
- 1 Agarasaulay = 0,175 Liter
- 10 Agarasaulay = 1 Parah/Pherra = 88,6 Pariser Kubikzoll = 1,75 Liter